# Awa (mon-khmerski jezik)
Awa jezik (awa wa, ava, va; ISO 639-3: vwa), austroazijski jezik istočnopalaungske podskupine wa, kojim govori oko 98 000 ljudi (Zhou and Yan 2004) iz jugozapadnog Yunnana, Kina. 
Ne smije se brkati sa srodnim jezicima parauk wa [prk] iz Burme i vo wa [wbm] iz Kine, kao ni s lawa jezicima iz Tajlanda. Ima nekoliko dijalekata: masan (’a vo’, ro via’, la via’, vo’), xiyun (va’, shixi), dawangnuo (damangnuo, vo’, wangnuo, mangnuo), awalei (’a vo’ loi, awalai). Priznat je i dobio kodni naziv 2008.